# Pierre Miossec
Pour les articles homonymes, voir Miossec (homonymie).
 (avril 2017).
Pierre Miossec, né le 27 septembre 1955 à Quimper est professeur d’immunologie clinique à l’université Claude Bernard  Lyon 1.

## Biographie
Pierre Miossec a fait ses études de médecine puis a été interne en médecine interne et rhumatologie, au Centre hospitalier universitaire de Brest où il a obtenu son diplôme de médecin en 1983. De 1983 à 1985, il a travaillé comme chercheur avec le Pr Morris Ziff au département de médecine interne, Université du Texas à Dallas. C’est alors qu’il a commencé à s’intéresser au rôle des cytokines dans la polyarthrite et il fut le premier en interaction avec le Dr Charles A. Dinarello à identifier l’interleukine 1 dans le liquide synovial des patients atteints de polyarthrite . Il a ensuite travaillé sur les fonctions anormales des lymphocytes T dans la polyarthrite, et il a édité un livre sur le sujet. De 1985 à 1989, il a été assistant à l’Université de Montpellier. Il a obtenu son doctorat en immunologie au centre de Marseille-Luminy en 1987. De 1989 à 1996, il a été maître de conférences en immunologie clinique à l’Université Claude-Bernard-Lyon-1 et depuis 1996, il est professeur d’immunologie clinique dans cette même institution, professeur de classe exceptionnelle depuis 2012. Depuis 2002, il est directeur de l’unité de recherche immuno-génomique et inflammation à l’Université de Lyon. Il est professeur invité à Harvard Medical School avec Vijay Kuchroo depuis 2014. Depuis 2021, il est chairman du comité d'immunologie clinique (CIC) de l'International Union of Immunological Societies (IUIS).
Ses sujets de recherche comprennent les effets locaux et systémiques de l’inflammation chronique. Son travail a toujours associé les soins aux patients atteints de maladies inflammatoires et auto-immunes à la recherche sur les mêmes sujets à partir de prélèvements cliniques. D’après Pubmed, il a publié plus de 350 articles. Ces travaux incluent la démonstration des propriétés anti-inflammatoires de l’interleukine 4, les interactions entre l’interleukine 12 et 18 pour expliquer le risque de tuberculose au cours des traitements par inhibiteurs du TNF. Surtout, il a été le premier à identifier les propriétés destructrices de l’interleukine 17 et à introduire le concept de sa production par un nouveau sous-ensemble de cellules T, nommées ensuite  cellules Th17 ,. Cette contribution est l’origine de nombreux nouveaux médicaments et développements cliniques, menant à l’approbation par la FDA et l’EMA du premier anticorps anti-IL-17 en janvier 2015, déjà validé dans 3 maladies. À ce jour, 3 inhibiteurs de l'IL-17 sont enregistrés pour le traitement du psoriasis, du rhumatisme psoriasique et de la spondylarthrite chez l'adulte et récemment chez l'enfant. Plus récemment, il a travaillé sur les effets systémiques de l'IL-17, en particulier sur les vaisseaux et le foie.

## Prix et distinctions
Son travail de recherche lui a permis de recevoir de nombreux prix prestigieux : le prix Robecchi de l’EULAR pour la recherche en rhumatologie en 1995 pour son travail sur les cytokines dans les maladies articulaires; le prix Carol-Nachman en 2010, le prix le plus prestigieux en rhumatologie pour ses contributions dans le domaine de l’IL-17; le Morris Ziff lecture prize in Dallas (2010); le prix Fondation Guillaumat-Piel de la Fondation pour la recherche médicale en 2012; le prix Jean-Dausset de la Société française d'immunologie en 2013 pour son travail précurseur sur les lymphocytes Th17; le Leon Kochman lecture prize de l'University of Maryland (Etats-Unis) en 2013; le prix de chercheur émérite de l'American College of Rheumatology en 2015;  le prix Gerald-Weissmann à la New York University en 2016; le prix Albrecht Hasinger à Berlin en 2021 .  
Il a été élu membre senior de l’Institut universitaire de France en 2011, membre correspondant de l’Académie nationale de médecine en 2016, membre de la prestigieuse Association of American Physicians  (AAP) en 2019, Master of the American College of Rheumatology en 2020, et membre titulaire de l’Académie nationale de médecine en 2021.